# 佩什蒂沙尼鄉
45°04′N 23°02′E / 45.067°N 23.033°E
佩什蒂沙尼鄉（羅馬尼亞語：Comuna Peștișani, Gorj），是羅馬尼亞的鄉份，位於該國西南部，由戈爾日縣負責管轄，面積217平方公里，海拔高度246米，2007年人口3,841，人口密度每平方公里18人。